# Clossiana chotana
Clossiana chotana är en fjärilsart som beskrevs av Bang-haas 1915. Clossiana chotana ingår i släktet Clossiana och familjen praktfjärilar. Inga underarter finns listade i Catalogue of Life.